# Fianarantsoa (província)
Fianarantsoa é uma província de Madagáscar. Sua capital é a cidade de Fianarantsoa.
A província abriga dois grandes parques nacionais, Parque Nacional de Ranomafana e Parque Nacional de Isalo.

## Regiões
| Nome                | Capital      |
| Amoron'i Mania      | Ambositra    |
| Atsimo-Atsinanana   | Farafangana  |
| Haute Matsiatra     | Fianarantsoa |
| Ihorombe            | Ihosy        |
| Vatovavy Fitovinany | Manakara     |